# Ева Вінсент
Е́ва Ві́нсент (англ. Ava Vincent; нар. 29 вересня 1975, Плейсервілл, Каліфорнія, США) — американська порноакторка та модель.

## Біографія
Вінсент закінчила коледж San Joaquin Delta за напрямком театрального мистецтва. До потрапляння в порноіндустрію була менеджеркою в еротичному книжковому магазині у Стоктоні (Каліфорнія).

## Нагороди
- Penthouse Pet of the Month Серпень 2001
- X-Rated Critics Association «Best All Girl Sex Scene» 2001, за Les Vampyres (Cal Vista, 2000)
- AVN's «Best All Girl Sex Scene» 2001, за Les Vampyresskank.
- AVN's «Best Supporting Actress» 2002, за Succubus (VCA Plus 2001)
- AVN's «Best Group Sex Scene» 2002, за Succubus
- AVN's «Most Outrageous Sex Scene» 2005, за Misty Beethoven: The Musical (VCA 2004)